# Ecomuseo del Biellese
L'Ecomuseo del Biellese è un sistema ecomuseale che si estende in un'ampia parte del Biellese coinvolgendo cellule ecomuseali, istituzioni culturali, enti locali. La sua articolazione rispecchia la complessità del territorio di riferimento e la sua storia.

## Storia
L'Ecomuseo del Biellese è un progetto promosso dalla provincia di Biella nel 1996; viene istituito con delibera del Consiglio Regionale del Piemonte il 1º marzo 2000 ai sensi della Legge Regionale 31/1995 “Istituzione di Ecomusei del Piemonte”. La Regione Piemonte ha stipulato nello stesso anno una convenzione per la gestione con la Provincia di Biella. Fa parte del sistema regionale composto da 25 Ecomusei ed ha partecipato come socio fondatore alla costituzione della Rete degli Ecomusei piemontesi, nata il 21 dicembre 2009.

## Missione
L'Ecomuseo del Biellese si pone l'obiettivo di ricomporre e rendere percepibile il processo che ha condotto alla trasformazione di un territorio ad economia rurale e artigianale nel distretto industriale tessile che fortemente ha connotato e connota il territorio biellese.
Si compone di 15 cellule e numerose istituzioni culturali locali.
Le cellule ecomuseali operano per la conservazione di patrimoni documentari, reperti, pratiche tecniche e modelli socio-culturali a rischio e si integrano nell'Ecomuseo reinterpretando e attualizzando la tradizione, con l'obiettivo di coinvolgere gli abitanti e favorire uno sviluppo locale sostenibile.
Collezioni di utensili e attrezzature trovano spazio all'interno di edifici storici; itinerari tematici segnalati conducono alla scoperta di luoghi rappresentativi delle comunità e restituiscono il ciclo di vita e di lavorazione dei prodotti della terra e dell'industria.
Le istituzioni culturali partecipano a questo progetto mettendo a disposizione i propri patrimoni documentari e le proprie competenze.

## Struttura
Le 15 cellule ecomuseali sono:

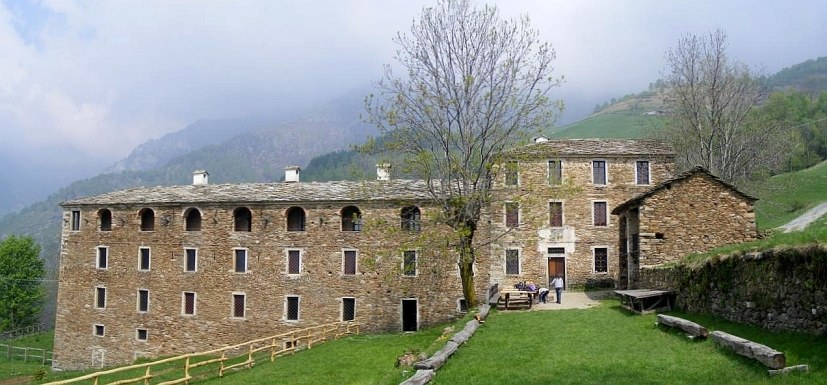
La Trappa di Sordevolo

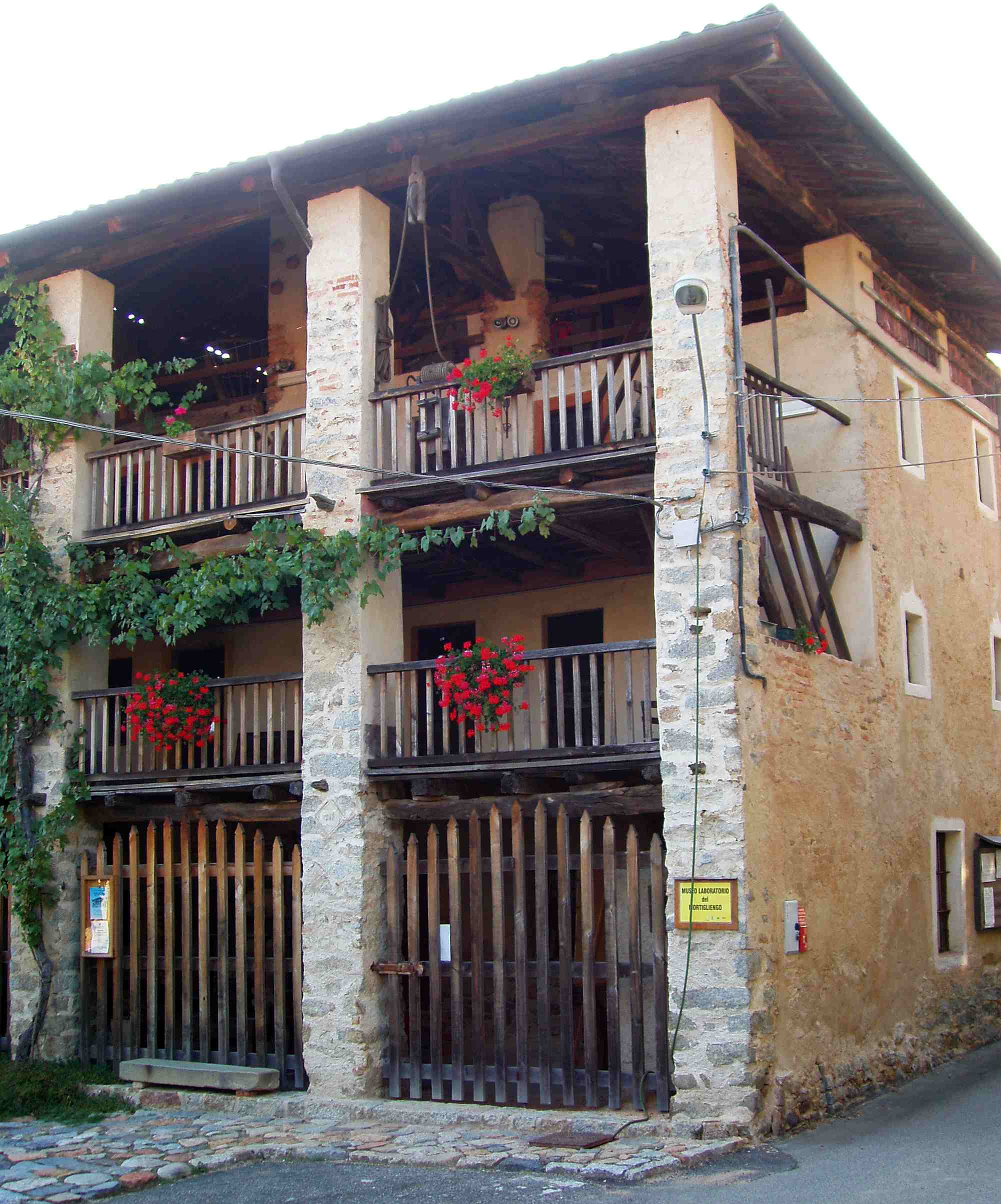
Museo Laboratorio del Mortigliengo

- Ecomuseo della vitivinicoltura - Candelo
- Ecomuseo del Cossatese e delle Baragge - Cossato, frazione Castellengo
- Casa museo di Rosazza - Rosazza
- Ecomuseo della terracotta - Ronco Biellese
- Fabbrica della ruota - Pray
- Museo laboratorio del Mortigliengo - Mezzana Mortigliengo, frazione Mino
- Ex mulino Susta - Soprana
- Ecomuseo della civiltà montanara - Muzzano, frazione Bagneri
- Ecomuseo della tradizione costruttiva - Trappa, Sordevolo
- Museo dell'oro e della Bessa - Zubiena, frazione Vermogno
- Ecomuseo della lavorazione del ferro - fucina Morino, Mongrando
- Ecomuseo della lavorazione del ferro - ex officine Rubino, Netro
- Cittadellarte Fondazione Pistoletto - Biella
- Oasi Zegna - Trivero
- Museo laboratorio dell'oro e della pietra - Salussola

L'Archivio di Stato di Biella, il Museo del territorio biellese, il DocBi Centro studi biellesi sono alcune delle istituzioni aderenti.

## Attività culturali
L'Ecomuseo affianca attività di ricerca e di documentazione ad attività di animazione, quali visite guidate, mostre, escursioni, attività didattiche.